# أبو بكر الإسكاف
محمد بن أحمد، أبو بكر الإسكاف، الحنفي، البلخي. فقيه كبير من أهل بلخ.

## سيرته
عاش في القرن الرابع للهجرة، كان له مكانة كبيرة بين الفقهاء حيث كان عالمًا بالفقه الحنفي.

## مؤلفاته
- شرح كتاب الجامع الكبير في فروع الفقه الحنفي.

## شيوخه
- موسى بن سليمان الجوزجاني.
- محمد بن سلمة.

## تلاميذه
- أبو جعفر الهندواني.
- نجم الدين عمر النسفي.
- محمد بن سعيد بن محمد بن عبد الله، المعروف بـ «أبو بكر الأعمش».
- طاهر بن أحمد بن عبد الرشيد بن الحسين افتخار الدين البخاري، المعروف بـ «طاهر البخاري».

## مولده ووفاته
لم يشتهر تاريخ أو مكان ولادته، لكن تاريخ وفاته كان سنة 333 هـ.

### إحالات المراجع
1. ↑  كحالة (1993)، ج. 3، ص. 48.

### بيانات المراجع
- عمر رضا كحالة (1993). مُعجم المُؤلِّفين: تراجم مُصنِّفي الكُتُب العربيَّة (ط. 1). بيروت: مؤسسة الرسالة. ISBN:978-9933-23-192-7. OCLC:4770872170. QID:Q120220616.